# 灌丛报春
灌丛报春（学名：Primula dumicola）为报春花科报春花属下的一个种。

## 扩展阅读
- 維基物種上的相關：灌丛报春